# Is Logic Empirical?
"Is Logic Empirical" (em português, "Lógica é empírica?") é o título de dois artigos (um por Hilary Putnam e outro por Michael Dummett)  que discutem a ideia de que propriedades algébricas da lógica podem, ou devem, ser determinadas empiricamente, em particular, elas lidam com a questão de se fatos empíricos sobre a mecânica quântica podem prover embasamento para revisar a Lógica clássica como uma renderização lógica da realidade consistente. A substituição deriva do trabalho de Garret Birkhoff e John von Neumann na lógica quântica. Em seus trabalhos, eles mostraram que a saída de medidas quânticas podem ser representadas como proposições binárias e que essas proposições quânticas mecânicas podem ser combinadas basicamente da mesma forma que proposições na lógica clássica. Entretanto, as propriedades algébricas dessa estrutura são, de alguma maneira, diferentes daquelas da lógica clássica proposicional, no sentido de que o princípio da distributividade falha.
A ideia de que princípios da lógica podem ser suscetíveis à revisão sob embasamentos empíricos tem muitas origens, incluindo o trabalho de W.V. Quine e os estudos fundamentais de Hans Reichenbach.

## W.V. Quine
Qual é o estado epistemológico das leis da lógica? Que tipo de argumentos são apropriados para criticar supostos princípios da lógica? Em seu artigo  seminal, "Two Dogmas of Empiricism", o lógico e filósofo W.V. Quine defende que todas as crenças estão no princípio submetido à revisão, tendo em vista dados empíricos, incluindo as tão chamadas proposições analíticas. Assim, as leis da lógica, sendo casos paradigmáticos de proposições analíticas, não estão imunes à revisão. 
Para justificar essa afirmação, ele citou os paradoxos da mecânica quântica. Birkhoff and von Neumann propuseram resolver esses paradoxos abandonando o princípio da distributividade, assim, substituindo sua lógica quântica por lógica clássica.
Quine, à primeira vista, não seguiu esse argumento seriamente, não provendo nenhum argumento sustentável para essa causa em seu artigo. Em Philosophy of Logic (no capítulo intitulado "Deviant Logics"), Quine rejeitou a ideia de que a lógica clássica deve ser revisada em resposta aos paradoxos, estando preocupado com uma "perda séria de simplicidade", e "a desvantagem de ter que pensar com uma lógica depravada". Quine, apesar disso, ficou firme à sua proposição de que a lógica é, desde o início, não imune à revisão.

## Hans Reichenbach
Hans Reichenbach considerou uma das anomalias associadas à mecânica quântica, o problema das propriedades complementares. Um par de propriedades de um sistema é dito complementar se cada um deles for atribuído um valor verdade em alguma configuração experimental, mas não há nenhuma configuração que atribua um valor verdade a duas propriedades. O exemplo clássico de complementariedade é ilustrado pela experiência da fenda dupla, na qual um próton pode ser levado a exibir propriedades similares a partículas ou ondas, dependendo da configuração experimental usada para detectar sua presença. Outro exemplo de propriedades complementares é o de ter uma posição ou momentum precisamente observados.
Reichenbach abordou o problema com o programa filosófico do positivismo lógico, no qual a escolha de uma linguagem apropriada não era uma questão de verdade ou mentira da dada língua - nesse caso, a língua usada para descrever mecânicas quânticas - mas uma questão de "vantagens técnicas de sistemas de linguagem". Sua solução para o problema era uma lógica de propriedades com uma semântica valorada triplamente; cada propriedade poderia ser uma dos três possíveis valores-verdade: verdadeiro, falso ou indeterminado. As propriedades formais de tal sistema lógico podem ser dadas por um conjunto de regras simples, certamente bem mais simples que a álgebra de projeção de Birkhoff e Von Neumann apresentaram alguns anos antes. Entretanto, por conta dessa simplicidade, a semântica esperada da lógica de três valores de Reichenbach não é apropriada para mecânicas quânticas que podem representar observáveis.

## Primeiro artigo: Hilary Putnam

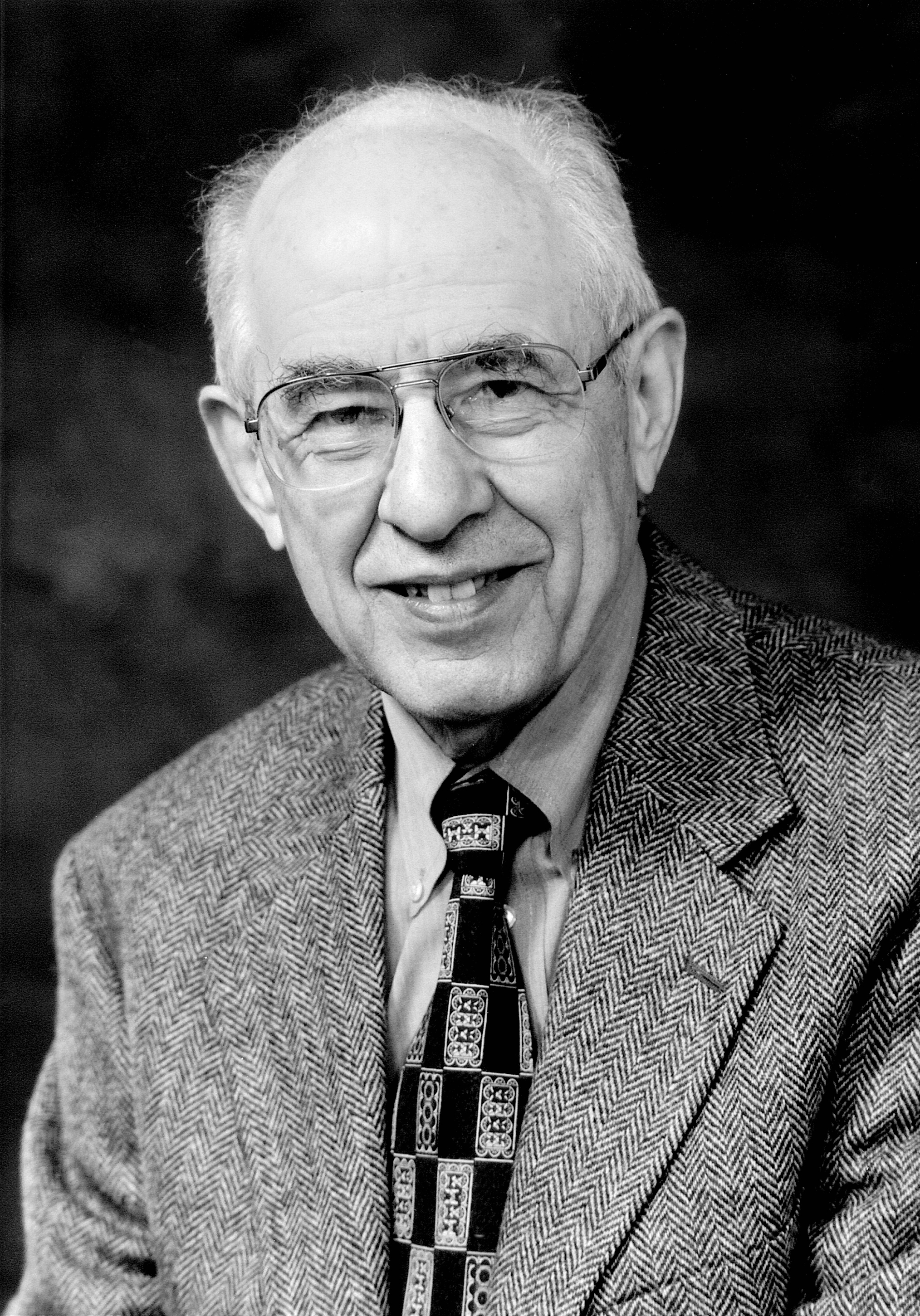
Hilary Putnam

Em seu artigo "Lógica é empírica?", Hilary Putnam, cujos estudos de PhD foram supervisionados por Reichenbach, perseguiu a ideia de Quine sistematicamente. Primeiramente, ele fez uma analogia entre as leis da lógica e as leis da geometria. Em uma época, os postulados de Euclides foram tomados como verdade sobre o espaço físico no qual vivemos, mas leis modernas da física são baseadas em geometrias não Euclidianas, com uma noção diferente e fundamentalmente incompatível de linha reta.
Em particular, ele afirmou que o que físicos aprenderam sobre mecânica quântica provêm um caso convincente para abandonar certos princípios familiares da lógica clássica por essa razão: realismo sobre o mundo físico, o qual Putnam geralmente mantêm, demanda que nós nos preparemos para as anomalias associadas ao fenômeno quântico. Putnam entende realismo sobre objetos físicos como ocasionador do momentum e posição de objetos quânticos. Como o princípio da incerteza diz que um deles pode ser determinado, mas não podem ser ambos determinados ao mesmo tempo, ele enfrenta um paradoxo. Ele enxerga a única solução possível do paradoxo em se basear na lógica quântica, o qual ele acredita não ser inconsistente. 

## Lógica quântica
As leis formais de uma teoria física são justificadas por um processo de observações controladas e repetidas. Isso, sob o ponto de vista de um físico, é o significado da natureza empírica dessas leis. 
A ideia de uma lógica proposicional com com regras radicalmente diferentes da lógica booleana por si só não era nova. De fato, uma espécie de analogia já foi estabelecida em meados dos anos 1930 por Garrett Birkhoff e John von Neumann entre uma lógica proposicional não-clássica e alguns aspectos do processo de medição da mecânica quântica. Putnam e o físico David Finkelstein propuseram que havia mais nessa relação do que apenas uma simples analogia: que de fato havia um sistema lógico no qual semântica era dada por um reticulado de operadores de projeção em um espaço de Hilbert. Isso, na verdade, era a lógica correta para refletir sobre o mundo microscópio.
Segunda essa visão, a lógica clássica era apenas um caso limitante dessa nova lógica. Se esse fosse o caso, então a nossa pré-concebida lógica booleana teria de ser rejeitada por evidência empírica do mesmo jeito que a geometria euclidiana (tomada como a geometria correta do espaço físico) foi rejeitada baseada na relatividade geral (ou nos fatos suportando a teoria da mesma). Esse argumento é favorável à visão de que as regras da lógica são empíricas.
Essa lógica veio se tornar conhecida como Lógica Quântica. Existem, entretanto, alguns poucos filósofos hoje que tomam essa lógica como uma substituição da lógica clássica; Putnam mesmo, pode não mais manter essa visão. Lógica quântica ainda é usada como um formalismo fundamental para a mecânica quântica: mas de uma forma na qual eventos primitivos não são interpretados como sentenças atômicas mas sim, em termos operacionais, como possíveis conclusões de observações. Assim, lógica quântica provê uma teoria matemática unificada e consistente de observáveis físicos e medições quânticas.

## Segundo artigo: Michael Dummett
Em seu artigo também intitulado "Lógica é Empírica?", Michael Dummett defende que o desejo de Putnam por realismo requer distributividade: o princípio da distributividade é essencial para o entendimento realista de como proposições são verdadeiras no mundo, da mesma maneira que ele defende que o princípio da bivalência é. Para entender o motivo: considere o motivo pelo qual tabelas funcionam para a lógica clássica: primeiramente, é necessário que as partes variáveis da proposição sejam verdadeiras ou falsas: se elas puderem ter outro valor ou falharem em assumir valores verdade, então a análise de conectivos lógicos da tabela verdade não cobririam todas as possibilidades que poderiam ser aplicadas. Por exemplo, a lógica intuicionista respeita os valores verdade clássicos, mas não as leis da lógica clássica, por que o intuicionismo lógico permite que proposições assumam outros valores além de verdadeiro ou falso. Além de que, para ser possível aplicar tabela verdade para descrever um conectivo, depende da distributividade: uma tabela verdade é uma disjunção de possibilidades conjuntivas, e a validade desse exercício depende da verdade do todo ser uma consequência dessa bivalência de proposições, o que é verdade apenas se o princípio de distributividade for aplicado.
Assim, Putnam não pode aceitar realismo sem aceitar a lógica clássica, e assim o argumento que endossa a lógica quântica devido ao realismo sobre quanta é um caso sem esperanças.
O argumento de Dummett é ainda mais interessante por ele não ser um defensor da lógica clássica. Seu argumento para a conexão entre realismo e lógica clássica é parte de um argumento maior para sugerir que, assim como a existência de uma classe particular de entidades pode ser uma questão de controvérsia, então a contestação da existência objetiva de tais entidades também é um questão de controvérsia. Consequentemente, a lógica intuicionística é privilegiada em relação à lógica clássica, quando se fala da contestação a respeito do fenômeno cuja existência objetiva é um assunto de controvérsia.
Assim, a questão "Lógica é empírica?", para Dummett, leva diretamente à disputa sobre realismo e antirealismo, uma das questões mais profundas da metafísica moderna.